# Michiel Zonnevylle
Michiel Zonnevylle ('s-Heer Arendskerke, 9 juli 1950) is een Nederlands politicus van de VVD.
Tot 1969 woonde hij in zijn geboorteplaats in de gemeente Goes waar zijn vader, A.J. Zonnevylle, huisarts was. Nadat hij aan het Goese Lyceum het hbs-examen had gehaald ging hij rechten studeren aan de Rijksuniversiteit Leiden. Voor hij daar in 1977 was afgestudeerd, had hij al vier jaar gewerkt; twee jaar als assistent van Cees Berkhouwer die toen voorzitter was van het Europees parlement en daarna twee jaar als medewerker van het Tweede Kamerlid Annelien Kappeyne van de Coppello. Daarnaast was hij mede-oprichter van de Liberale Studentenvereniging Nederland en vanaf 1976 tot 1985 gemeenteraadslid in Leiden.
Nadat hij aan de universiteit was afgestudeerd werd hij beleidsmedewerker bij de Vereniging van Nederlandse Gemeenten (VNG) op de afdeling Onderwijs, Culturele en Jeugdzaken. In oktober 1981 stapte hij over naar het Ministerie van Binnenlandse Zaken waar hij onder meer werkzaam was op de hoofdafdeling politiële bedrijfsvoering en hij is daar ook hoofd Bureau Surveillancezaken geweest. In de zomer van 1985 volgde zijn benoeming tot burgemeester van Ameland en ruim acht jaar later keerde hij terug naar Zuid-Holland waar hij burgemeester van Leiderdorp werd.  
Hij vervulde ook nevenfuncties, zoals het voorzitterschap van de Koninklijke Bond van Oranjeverenigingen in Nederland (2004-2014) en het bestuurslidmaatschap van het Platform Transportveiligheid.
Per 1 december 2011 is aan hem eervol ontslag verleend als burgemeester van Leiderdorp.
Michiel Zonnevylle volgde in mei 2012 Els van Eijck van Heslinga op als voorzitter van de Drie October Vereeniging, de organisatie van de viering van Leidens Ontzet. Dit bleef hij tot mei 2018.

## Onderscheidingen
- erepenning gemeente Leiderdorp (2011)
- ridder in de Orde van Oranje Nassau (2011)